# Lijst van premiers en vicepremiers van Noord-Ierland
Het Office of the First Minister and Deputy First Minister (bureau van de premier en vicepremier, OFMDFM) is een orgaan van de Noord-Ierse regering. De Assemblee voor Noord-Ierland kiest de premier, zijn plaatsvervanger en de overige ministers.
De premier en de vicepremier kunnen alleen tezamen gekozen worden. Door deze koppeling moet worden bereikt dat de regering niet alleen steunt op de meerderheid van de Assemblee, maar ook op de meerderheid binnen zowel de nationalistische als de unionistische groeperingen.
Omdat de functies van premier en vicepremier worden gezien als één ambt, is het niet mogelijk dat een van de twee aftreedt en de ander aanblijft. Sinds het aftreden van DUP-premier Paul Givan op 4 februari 2022 zijn beide functies vacant.

## Premier
(Engels: First Minister of Northern Ireland, Iers: Céad-Aire Thuaisceart Éireann)
| Afbeelding                                       | Minister | Partij                    | Van             | Tot             |
| ------------------------------------------------ | --- | ------------------------- | --------------- | --------------- |
|                                                  | David Trimble | Ulster Unionist Party     | 1 juni 1998     | 1 juli 2001     |
|                                                  | Reg Empey (waarnemend) | Ulster Unionist Party     | 1 juli 2001     | 1 november 2001 |
|                                                  | David Trimble | Ulster Unionist Party     | 1 november 2001 | 14 oktober 2002 |
| Regering opgeschort (15 oktober 2002-7 mei 2007) | |                           |                 |                 |
|                                                  | Ian Paisley | Democratic Unionist Party | 8 mei 2007      | 5 juni 2008     |
|                                                  | Peter Robinson | Democratic Unionist Party | 5 juni 2008     | 11 januari 2010 |
|                                                  | Arlene Foster (waarnemend) | Democratic Unionist Party | 11 januari 2010 | 3 februari 2010 |
|                                                  | Peter Robinson | Democratic Unionist Party | 3 februari 2010 | 11 januari 2016 |
|                                                  | Arlene Foster | Democratic Unionist Party | 11 januari 2016 | 9 januari 2017  |
|                                                  | Functie vacant tot 11 januari 2020 omdat er na de verkiezingen van 2 maart 2017 geen regering gevormd kon worden die voldeed aan de voorwaarden van het Goedevrijdagakkoord |                           |                 |                 |
|                                                  | Arlene Foster | Democratic Unionist Party | 11 januari 2020 | 14 juni 2021    |
|                                                  | Paul Givan | Democratic Unionist Party | 17 juni 2021    | 4 februari 2022 |
|                                                  | Functie vacant tot 3 februari 2024 omdat er geen regering kon worden gevormd die voldeed aan de voorwaarden van het Goedevrijdagakkoord.                                    |                           |                 |                 |
|                                                  | Michelle O'Neill | Sinn Féin                 | 3 februari 2024 |                 |

## Vicepremier
(Engels: Deputy First Minister of Northern Ireland, Iers: LeasChéad-Aire Thuaisceart Éireann)
| Afbeelding                                       | Minister | Partij                             | Van               | Tot               |
| ------------------------------------------------ | --- | ---------------------------------- | ----------------- | ----------------- |
|                                                  | Seamus Mallon | Social Democratic and Labour Party | 1 juli 1998       | 6 november 2001   |
|                                                  | Mark Durkan | Social Democratic and Labour Party | 6 november 2001   | 14 oktober 2002   |
| Regering opgeschort (15 oktober 2002-7 mei 2007) | |                                    |                   |                   |
|                                                  | Martin McGuinness | Sinn Féin                          | 8 mei 2007        | 20 september 2011 |
|                                                  | John O'Dowd (waarnemend) | Sinn Féin                          | 20 september 2011 | 31 oktober 2011   |
|                                                  | Martin McGuinness | Sinn Féin                          | 31 oktober 2011   | 9 januari 2017    |
|                                                  | Functie vacant tot 11 januari 2020 omdat er na de verkiezingen van 2 maart 2017 geen regering gevormd kon worden die voldeed aan de voorwaarden van het Goede Vrijdag-akkoord |                                    |                   |                   |
|                                                  | Michelle O'Neill | Sinn Féin                          | 11 januari 2020   | 14 juni 2021      |
|                                                  | Michelle O'Neill | Sinn Féin                          | 17 juni 2021      | 4 februari 2022   |
|                                                  | Functie vacant tot 3 februari 2024 omdat er geen regering kon worden gevormd die voldeed aan de voorwaarden van het Goedevrijdagakkoord.                                      |                                    |                   |                   |
|                                                  | Emma Little-Pengelly | Democratic Unionist Party          | 3 februari 2024   |                   |